# Азовский переулок (Орск)
Азо́вский переу́лок —  улица в Октябрьском районе города Орска Оренбургской области. Расположена во входящем в состав города посёлке Елшанка. Названа по Азовскому морю.
В настоящее время на улице расположено менее 10 частных жилых домов.